# Верно (Кот-д’Ор)
Верно́ (фр. Vernot) — коммуна во Франции, находится в регионе Бургундия. Департамент коммуны — Кот-д’Ор. Входит в состав кантона И-сюр-Тий. Округ коммуны — Дижон.
Код INSEE коммуны — 21666.

## Население
Население коммуны на 2010 год составляло 71 человек.
| 1962 | 1968 | 1975 | 1982 | 1990 | 1999 | 2010 |
| ---- | ---- | ---- | ---- | ---- | ---- | ---- |
| 68   | 96   | 65   | 71   | 74   | 90   | 71   |

## Экономика
В 2010 году среди 47 человек трудоспособного возраста (15—64 лет) 36 были экономически активными, 11 — неактивными (показатель активности — 76,6 %, в 1999 году было 79,2 %). Из 36 активных жителей работали 35 человек (19 мужчин и 16 женщин), безработным был 1 мужчина. Среди 11 неактивных 2 человека были учениками или студентами, 7 — пенсионерами, 2 были неактивными по другим причинам.